# Hiệu ứng chênh lệch tuổi tương đối
Khái niệm hiệu ứng chênh lệch tuổi tương đối, hay còn gọi là hiệu ứng ngày sinh, được sử dụng để miêu tả một sự thiên kiến, tồn tại trong những thứ hạng cao hơn trong thể thao trẻ và giáo dục, khi kết quả tham gia sẽ tốt hơn ở những người sinh trước trong khoảng được chọn (và tệ hơn ở những người sinh sau) hơn là được kỳ vọng trong sự phân phối ngày sinh thông thường. Quãng chênh lệch này có thể được xếp theo năm dương lịch, năm học hay là mùa giải thể thao.
Sự khác biệt trong sự trưởng thành này cũng đã đóng góp lớn trong hiệu ứng này, với từng lứa tuổi khác nhau, kỹ năng và môn thể thao cũng ảnh hưởng mạnh đến nguy cơ của hiệu ứng chênh lệch tuổi. Những người từ cuối thanh thiếu niên, các môn thể thao phổ biến chịu nhiều ảnh hưởng, trong khi các môn thể thao dưới 11 tuổi, ít phổ biến hơn chịu ít ảnh hưởng hơn.
Từ nguyên thiên kiến tháng sinh hay là thiên kiến mùa sinh đẻ cũng được dùng để miêu tả những hiệu ứng như trên nhưng lại là hiệu ứng khác hoàn toàn. Mùa sinh đẻ đã được đánh giá nhiều ảnh hưởng của yếu tố môi trường và phụ huynh như ánh sáng mặt trời, nhiệt độ, hay là vấn đề sức khoẻ bệnh tật trong thời gian thụ tinh, mà liên quan nhiều đến sức khoẻ. Tuy nhiên, hiệu ứng chênh lệch tuổi tương đối lại thay đổi với ngày được chọn di chuyển lợi thế sang gần ngày được chọn bất kỳ đó. Với ảnh hưởng mạnh từ những vấn đề xã hội  trẻ em được sinh ra ngay sau ngày cắt thế hệ thường được chọn vào, trong khi những đứa trẻ sinh ngay trước đó bị loại trừ.

## Trong thể thao
Sự tham gia của các môn thể thao trẻ được chia ra thành các nhóm tuổi khác nhau. IOC, FIFA và 6 liên đoàn bóng đá các châu lục (AFC, CAF, CONCACAF, CONMEBOL, OFC và UEFA) đều sử dụng ngày 1 tháng 1 làm ngày tách nhóm tuổi - một ngày thường được sử dụng thường xuyên nhất, nhưng ngày 1 tháng 9 được sử dụng nhiều ở Anh cũng như là nhiều địa điểm khác trên thế giới. Sự nhóm này cũng có thể xuất hiện ở biểu đồ đầu tiên cho thấy sự phân phối ngày sinh, theo năm, trong Liên minh châu Âu trong khoảng 10 năm từ 2000 đến 2009. Tỷ lệ sinh cân bằng gần như hoàn toàn với số ngày trong một tháng với một sự tăng nhẹ trong các tháng mùa hè. Biểu đồ thứ hai, cho thấy sự phân phối ngày sinh của 4,000 vận động viên thi đấu trong vòng loại các giải đấu U17, U19 và U21 được tổ chức bởi UEFA trong mùa giải 2010–11.
Sự phân bố giảm dần từ đầu đến cuối năm trong những vận động viên thể thao chuyên nghiệp cũng đã được nhìn thấy trong các môn thể thao như: bóng đá, bóng chày, cricket, thể dục dụng cụ, bóng ném, khúc côn cầu trên băng, rugby à XIII, chạy bộ, trượt tuyết, bơi lội, tennis, và Thế vận hội Giới trẻ, cũng như các môn thể thao phi vật lý như bắn súng.
Cuốn sách Outliers: Câu chuyện thành công của Malcolm Gladwell và cuốn sách SuperFreakonomics bởi Steven Levitt và Stephen Dubner đã khắc hoạ vấn đề này với các vận động viên khúc côn cầu trên băng Canada, cầu thủ bóng đá châu Âu và các vận động viên bóng chày Hoa Kỳ.

### Yếu tố đóng góp

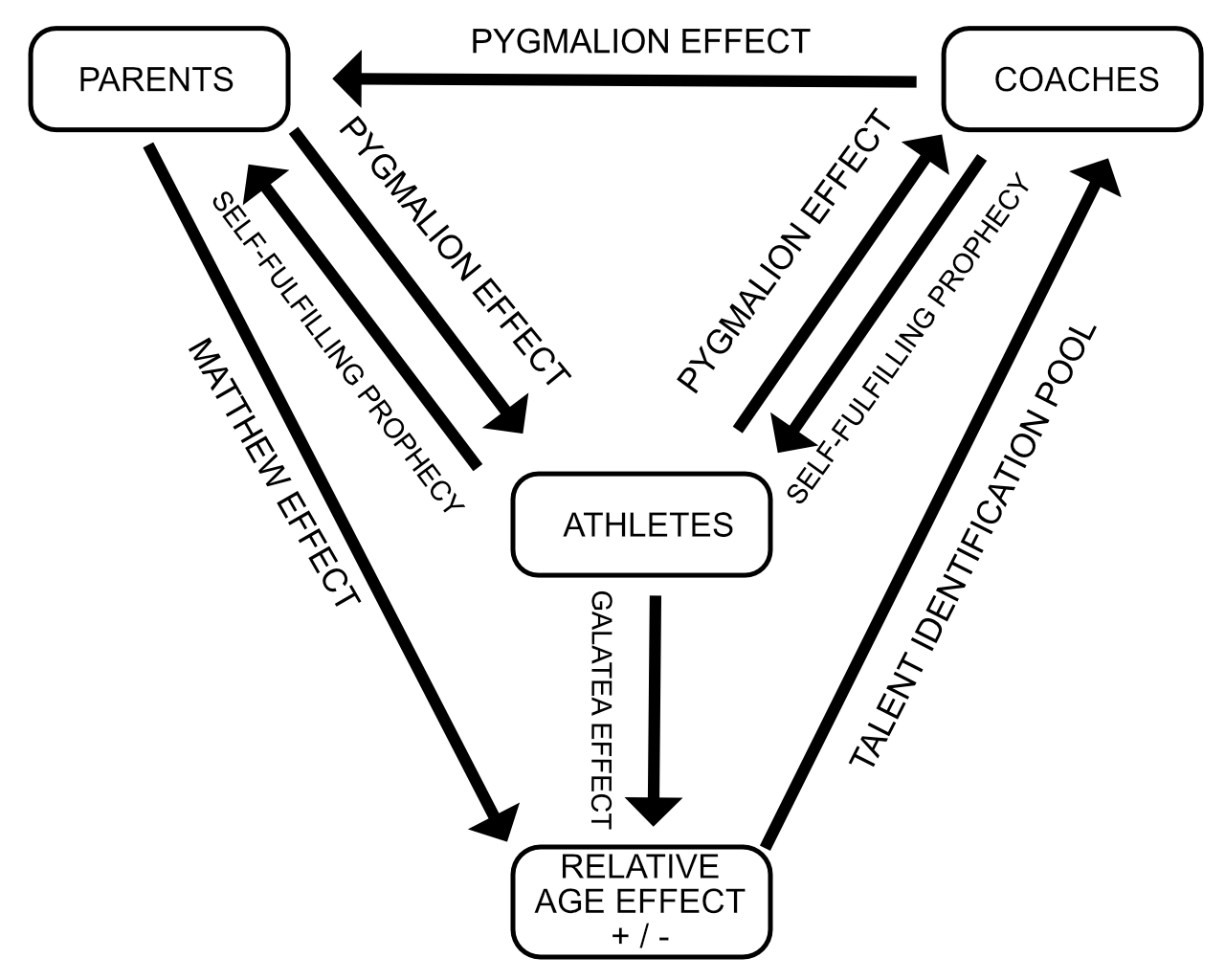
Mô hình lý thuyết của các nguyên nhân xã hội ảnh hưởng đến hiệu ứng chênh lệch tuổi.

Hiệu ứng chênh lệch tuổi được góp phần chính bởi quy định ngày sinh đủ điều kiện nhưng cũng đã có thể được ảnh hưởng bởi phụ huynh, huấn luyện viên hay những nguồn khác, hiệu ứng Pygmalian, hiệu ứng Galatea, và hiệu ứng Matthew là một trong những ví dụ của các hiệu ứng mà ảnh hưởng đến mục đích và thái độ của vận động viên.
Và không chỉ có những yếu tố xã hội, các yếu tố ngữ cảnh cũng thay đổi sự phân phối này với việc giảm hiệu ứng này trong các môn thể thao của nữ, các môn thể thao không phổ biến, ở các độ tuổi khác nhau, môn thể thao cá nhân hay môn thể thao đòi hỏi cơ bắp ít hơn với một sự tăng ở các môn thể thao nam giới, phổ biến hay có tính cạnh tranh cao. Sự phổ biến của môn thể thao này ở một vùng địa lý hay văn hoá cũng sẽ ảnh hưởng đến sự phân phối ngày sinh so với những ví dụ được nhìn thấy trong bóng chuyền, và bóng bầu dục Mỹ.
Sự trưởng thành sớm cũng đã mang lại cho nhiều lợi thế với thành viên thuộc quý đầu tiên có thể tạo ra sự thiên kiến được nhìn thấy ở chiều cao vận động viên bóng rổ, tay thuận ở môn tennis, hay kích cỡ trong một vị trí Cricket, nhưng kích cỡ vật lý thực ra không phải là nguyên nhân chính. Những thành viên lớn tuổi hơn cũng sẽ càng trở nên có năng lực và tự tin vào bản thân hơn tăng khoảng cách về mức độ thành tích, khiến cho tỷ lệ được chọn của những người sinh vào Quý 1 tăng lên. Tuy nhiên, sự thiên kiến trong môn thể thao mà chiều cao và cân nặng làm giảm độ dẻo dai, tốc độ quay và tỷ lệ sức mạnh với cân nặng, sự chậm trễ trong trưởng thành cũng có thể là một lợi thế như trong môn thể dục dụng cụ.
Với một thế hệ lớn tuổi hơn, tuổi tương đối này có một ý nghĩa ngược lại, khi khả năng thực hiện suy giảm theo tuổi tác và đã trở nên nổi bật hơn với môn thể thao cần thể lực cao, tuỳ thuộc vào độ tuổi mà khả năng thi đấu tốt nhất cho môn thể thao đó. Một "hiệu ứng thấp bé" cho thấy rằng những người sinh sau sẽ tăng thêm được cơ hội nếu họ được chọn trong thi đấu, với những lợi thế giảm dần sau khi được lựa chọn.
Vị trí thi đấu, thành viên liên đoàn, và khả năng thực hiện của cá nhân cũng như một nhóm cũng đóng góp vào hệ quả này với những thành viên nhiều tuổi hơn có khả năng bị chấn thương cao hơn.

### Phương pháp giảm hiệu ứng chênh lệch tuổi
Có nhiều phương pháp khác nhau đã được đề xuất và được thử nghiệm để có thể giảm đi hiệu ứng chênh lệch tuổi như là di chuyển ngày phân biệt nhóm, mở rộng phạm vi lứa tuổi, tạo ra giới hạn thành viên theo ngày sinh, độ tuổi trung bình của cả đội để đủ điều kiện, hay nhóm thành viên theo chiều cao và cân nặng. Một số phương pháp đã trở nên kém thành công hơn do việc lợi thế về tuổi tác di chuyển theo ngày phân biệt thế hệ. Việc làm cho hiệu ứng chênh lệch tuổi biết đến cho cá nhân trong môi trường sinh sống cũng giảm đi sự thiên kiến liên quan đến việc tìm kiếm tài năng và giảm hiệu ứng chênh lệch tuổi này.
Tạo ra một dải sinh nhật, tính toán lại hệ số dựa trên tuổi tương đối là những phương pháp để giảm hệ quả của hiệu ứng này với việc dải ngày sinh được nghiên cứu nhiều nhất, tạo ra những hệ quả tốt đối với những cầu thủ phát triển sớm và muộn trong cả bóng đá chuyên nghiệp cũng như là bóng đá nghiệp dư. Việc tạo ra một dải sinh nhật như trên cũng sẽ làm tạo ra một cường độ luyện tập thích hợp và giảm nguy cơ chấn thương, trong khi tăng thêm nhu cầu và kỳ vọng vào vận động viên, tuy nhiên, những môn thể thao đã được đánh giá theo cân nặng và thể hình như Judo, sẽ không cảm nhận được hiệu quả trên. Nhiều nghiên cứu vẫn sẽ cần được phải diễn ra cùng những cách khác nhau để nhóm cá nhân do sự phát triển về thể chất, tâm lý học và xã hội lại không được diễn ra đồng thời tạo ra sự mất cân bằng trong các nhóm.

## Trong giáo dục

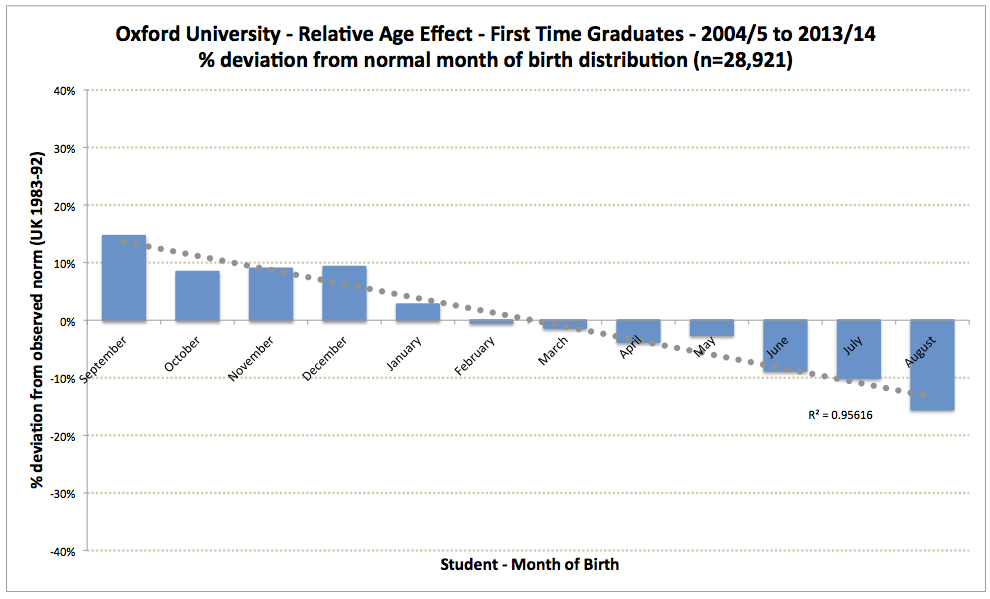
Số liệu thống kê về hiệu ứng chênh lệch tuổi tại Đại học Oxford từ 2004/05 đến 2013/14

Năm học được quyết định bởi các Bộ giáo dục của các quốc gia với việc tháng 8 và tháng 9 được sử dụng làm mốc phân chia thế hệ ở bán cầu Bắc và tháng 2 và tháng 3 được dùng tại bán cầu Nam. Biểu đồ thứ ba cho hiệu ứng chênh lệch tuổi tương đối liên quan đến tốt nghiệp tại Đại học Oxford trong giai đoạn 10 năm, mà đã được nhìn thấy trong những người đạt được giải Nobel ở Anh.
Hiệu ứng chênh lệch tuổi và sự đảo ngược đã được nhìn nhận nhiều trong giáo dục với các học sinh nhiều tuổi hơn về trung bình có điểm cao hơn, được vào các trường chuyên và chương trình nâng cao, và có khả năng cao được nhận vào chương trình giáo dục sau đại học trong các trường đại học thay vì giáo dục nghề nghiệp, không nhất thiết do thông minh hơn. Hiệu ứng Matthew cũng lại lần nữa đóng vai trò lớn trong việc này, với những kỹ năng giáo dục được học sớm trong thời gian dài nâng cao được lợi thế, với học sinh nhiều tuổi hơn có khả năng cao để có thể lấy được những kỹ năng lãnh đạo. Tuy nhiên, như trong thể thao, hệ quả này đã giảm dần sau trường cấp hai, với những người sinh sau trong một năm lại có thành tích tốt hơn trong chương trình đại học.

## Trong vị trí lãnh đạo
Hiệu ứng chênh lệch tuổi tương đối cũng đã được quan sát trong lĩnh vực vị trí lãnh đạo. Sự gia tăng này bắt đầu xuất hiện trong các chủ tịch câu lạc bộ ở trường THPT hay là đội trưởng đội bóng. Rồi, lúc trưởng thành, việc khẳng định cao này đã được quan sát ở các vị trí lãnh đạo cao nhất (CEO của các công ty S&P 500), và các vị trí chính trị, kể cả ở Hoa Kỳ (thành viên Thượng viện và Hạ viện) , và ở Phần Lan (nghị sĩ Quốc hội).

## Hiệu ứng sinh theo mùa
Mùa sinh đẻ của con người thường khá đa dạng, và cùng với hiệu ứng chênh lệch tuổi tương đối ảnh hưởng đến dịch tễ học của sinh sản theo mùa cho thấy được sự gia tăng trong các bệnh y tế như ADHD và tâm thần phân liệt với một nghiên cứu cho rằng "việc tăng độ tuổi bắt đầu học làm giảm khả năng phạm tội ở trẻ vị thành niên". Tuy nhiên, các nghiên cứu khác không thể chỉ ra được hiệu ứng độ tuổi chênh lệch trong cảm xúc, thái độ cũng như là phát triển thể chất.
Vấn nạn béo phì cũng đã được liên kết với mùa sinh sản với mức độ gia tăng cao, khả năng cao do nhiệt độ gia tăng lúc sinh khi mùa đông và xuân có sự liên hệ lớn nhất, nhưng sự lười vận động vẫn là một nguy cơ lớn.
Những đứa trẻ sinh vào mùa hè thường có những khó khăn trong học tập, và những trẻ sinh vào mùa đông và mùa xuân thường có khả năng cao xuất hiện tâm thần phân liệt và rối loạn lưỡng cực. Rối loạn tâm thần phân liệt có thể liên quan nhiều vào ngày sinh vào tháng 12 đến tháng 3, u sầu nặng khi sinh vào tháng 3 đến tháng 5, và tự kỷ với đứa sinh vào tháng 3.
Sự gia tăng trong trầm cảm theo mùa cũng liên quan đến ảnh hưởng của mùa sinh đẻ trong con người.

## Liên kết ngoai
- Are There Really More Capricorns in the National Hockey League? Testing Astrology with Data Science